# Cronologia del gioco di ruolo
Breve cronologia essenziale dei giochi di ruolo con le date di pubblicazioni dei principali regolamenti.
| Indice |
| --- |
| 1954/1955 '60 1966 1968 1970 1971 1972 1973 1974 1975 1976 1977 1978 1979 1980 1981 1982 1983 1984 1985 1986 1987 1988 1989 1990 1991 1992 1993 1994 1995 1996 1997 1998 1999 2000 2001 2002 2003 2004 2005 2006 2007 2008 2009 2010 Note Bibliografia |

## 1929
- Robert E. Howard pubblica su Weird Tales: Il regno fantasma, racconto appartenente al ciclo fantastico di Kull di Valusia. Insieme ai successivi racconti del ciclo celta e di Conan il barbaro sono tra i primi esempi di fantasy eroica.

## 1937
- J. R. R. Tolkien pubblica il romanzo fantasy Lo Hobbit.

## 1954/1955
- J. R. R. Tolkien pubblica il romanzo high fantasy Il Signore degli Anelli.

## Anni sessanta
- Viene pubblicato un regolamento sulla guerra di secessione americana dal nome Naval che prevede un arbitro e l'uso di una piccola squadra da parte di 2 giocatori. Introduce i punti ferita e la classe armatura.
- Dave Wesely arbitra dei wargame in cui i giocatori controllano singoli personaggi e hanno obiettivi diversificati, che verranno chiamati "Braunstein" dal nome della fittizia città tedesca in cui è ambientata la prima di queste partite.[1]

## 1966
- Il Signore degli Anelli viene pubblicato negli Stati Uniti d'America.
- Michael F. Korns pubblica Modern war in miniature: a statistical analysis of the period 1939 to 1945. Conosciuto come The Kansas City Rules, presentava un sistema di gioco il cui svolgimento, secondo David Arneson (Dungeons & Dragons) e Wilf Backhaus (Chivalry & Sorcery), era il prototipo del gioco di ruolo: un arbitro esaminava le dichiarazioni di due giocatori riguardo l'impiego dei loro uomini (pedine) sul campo di battaglia e dava i risultati di queste azioni.[2]

## 1968
- Viene inaugurata la prima Gen Con.[3]

## 1971
- La Guidon Press produce Chainmail (Gary Gygax e Jeff Perren), un wargame tridimensionale.[4]
- Dave Arneson sviluppa il dungeon che diverrà famoso come Castle Blackmoor[4] e successivamente adatta le regole di Chainmail al suo gioco Blackmoorgame, mentre il suo amico Dave Megarry crea un proprio gioco da tavolo dal nome Dungeon!.[5]
- Dave Arneson incontra di persona Gary Gygax, con cui era già in contatto (secondo la fonte Gygax avrebbe visitato Arneson oppure il contrario, o si sarebbero incontrati alla Gen Con IV) e gli mostra la sua versione di Blackmoor.[6]

## 1972
- Arneson aggiunge le regole del supplemento Outdoor Survival Board pubblicato dalla Avalon Hill per sviluppare avventure in ambienti esterni al proprio Blackmoorgame.
- Nel numero 13 della piccola fanzine di Gary Gygax, The Domesday Book (80 copie, diretta da Rob Kuntz), appare il primo articolo di Dave Arneson riguardo Blackmoor dal titolo Facts about Blackmoor (pag. 6-8), inclusa un'avventura tecno-magica dal nome The City of Gods.
- Gary Gygax completa la prima stesura di The Fantasy Game, una versione espansa di Chainmail, che prende spunto anche dalle regole di Dungeon! e Blackmoorgame e inizia a sviluppare Castle Bodenstadt che diverrà famoso come Castle Greyhawk.

## 1973
- Chainmail viene abbandonato anche da Gary Gygax, che con Donald Raymond Kaye fonda la Tactical Studies Rules, più nota con l'acronimo TSR, dopo aver inutilmente tentato di farsi pubblicare The Fantasy Game in una versione espansa (rifiutato persino dalla Avalon Hill, nota all'epoca per pubblicare di tutto). Contemporaneamente pubblicano anche un wargame sulla guerra civile inglese, Cavaliers & Roundheads.
- Greg Stafford completa il gioco da tavolo White Bear and Red Moon basato sul fantastico mondo di Glorantha, che l'autore ha cominciato a sviluppare nel 1966 e inizia a proporlo a tutte le case editrici dell'epoca.

## 1974
- La TSR pubblica a gennaio la prima edizione di Dungeons & Dragons (Gary Gygax e Dave Arneson). Presenta un proprio sistema di combattimento (tratto dalle idee  di Arneson sviluppate su Naval), ma consiglia di usare Chainmail per i combattimenti. Comunque sia Dungeons & Dragons viene considerato il primo gioco di ruolo fantasy della storia: sulla sua copertina era riportata la dicitura: Fantasy Medieval Wargame, Playable with Paper and Pencil and Miniature Figures.[5]
- In agosto prima edizione amatoriale di Empire of The Petal Throne di M. A. R. Barker, distribuita in 15 copie tra i suoi giocatori.[7]

## 1975
- La TSR pubblica anche il western Boot Hill (Gary Gygax e David Blume), il primo gioco di ruolo non fantasy.[8]
- Barker riprende i suoi appunti e racconti risalenti agli anni trenta e quaranta, e li invia alla TSR. Gygax rivede le regole e la TSR e pubblica  Empire of the Petal Throne (M.A.R. Barker) come set in scatola, è la prima campagna pubblicata per un gioco di ruolo.[9] Anche se Barker era profondamente contrario allo stile di gioco "wargamistico" di Gygax e Arneson e incentrava tutto sulla narrazione e l'immedesimazione dei giocatori nella storia, riteneva il regolamento di Dungeons & Dragons necessario a «rendere il gioco comprensibile al grande pubblico».
- Tim Kask raccoglie le regole scritte da David Arneson per la sua campagna ambientata in Blackmoor e la TSR pubblica a fine anno il Dungeons & Dragons Supplement 2: Blackmoor. In realtà questo supplemento non contiene nulla riguardo al mondo di gioco (si suppone all'epoca che Blackmoor faccia ancora parte di Greyhawk) ma contiene la prima avventura ufficiale pubblicata per Dungeons & Dragons (e quindi per un qualsiasi gioco di ruolo): The Temple Of The Frog. In questa avventura gli eroi fantasy incontrano una società tecnologicamente avanzata: è il primo incontro ufficiale tra fantasy e fantascienza nel mondo dei giochi di ruolo.[10]
- La Flying Buffalo pubblica a gennaio la prima edizione del gioco di ruolo fantasy Tunnels & Trolls (Ken St. Andre).[10]
- Il successo di Empire of The Petal Throne fu tale che spinse la TSR alla produzione di un supplemento geografico per Dungeons & Dragons: il Supplement 1: Greyhawk.
- La Game Designers' Workshop  pubblica En Garde! (Daryl Hany e Frank Chadwick), primo gioco di ruolo cappa e spada, un regolamento per duelli nel mondo degli spadaccini e dei moschettieri di Dumas, che venne espanso come gioco di ruolo attraverso il Play by Mail (gioco per posta).[10]
- Greg Stafford fonda la Chaosium e pubblica White Bear And Red Moon, un wargame ambientato nel mondo di Glorantha.
- Ed Greenwood trasforma la sua raccolta di racconti (scritti a partire dal 1967, all'età di 8 anni)[11] in quella che diverrà più di dieci anni dopo, la più popolare ambientazione per Dungeons & Dragons: Forgotten Realms.

## 1976
- La TSR pubblica vari supplementi per Dungeons & Dragons che lo rendono sempre più un gioco di ruolo, Eldritch Wizardry, Gods, Demigods and Heroes.[12]
- La Flying Buffalo pubblica Starfaring (Ken St. Andre), il primo gioco di ruolo di fantascienza basato sulle regole di Tunnels & Trolls,[13] e Monsters! Monsters! (Ken St. Andre con Jim Peters), essenzialmente compatibile con Tunnels & Trolls in cui i giocatori per la prima volta interpretano la parte dei mostri.[14]
- La Fantasy Games Unlimited pubblica il primo gioco di ruolo tratto da un romanzo, Bunnies & Burrows (Scott Robinson e B. Dennis Sustare), basato non ufficialmente su La collina dei conigli di Richard Adams,[15] e che anni dopo verrà adattato come supplemento di GURPS.
- La Little Soldier Game, pubblica un gioco di ruolo fantasy dal nome Knights Of The Round Table (Phil Edgren): usa delle semplici carte per risolvere i combattimenti ed è il primo gioco dedicato a Re Artù e ai cavalieri della Tavola Rotonda.[16]

## 1977
- La Fantasy Games Unlimited pubblica Chivalry & Sorcery (Ed Simbalist e Wilf Backhaus).[17]
- Sulla scia del successo di Dungeons & Dragons, David Hargrave pubblica Arduin Grimoire (la prima parte di Arduin Trilogy), un gioco di ruolo che copia ampiamente il gioco di Gygax e Arneson, ma che presenta un'ambientazione ben definita fin nel manuale base.[18]
- La Game Designers' Workshop pubblica la prima edizione di Traveller (Marc Miller)[19] che per una decina di anni sarà il principale gioco di ruolo di fantascienza e la seconda edizione di En Garde!.[20]
- La TSR pubblica il Monster Manual (27 settembre): questo supplemento che inizialmente doveva essere una versione "avanzata" per Dungeons & Dragons seconda edizione (la scatola marrone pubblicata lo stesso anno), diventerà nel 1979 come la prima pietra della prima edizione di Advanced Dungeons & Dragons.[21]
- La Castle & Crusade Society (di Gary Gygax) pubblica The Duchy of Ten e The Great Kingdom che espandono il mondo di Greyhawk.
- La TSR pubblica la prima edizione del Dungeons & Dragons Basic Set e dà alle stampe il fantascientifico Metamorphosis Alpha (James Ward),[22] che diventerà un'ambientazione per il sistema Amazing Engine.
- Arneson in contrasto con Gygax pubblica per la Judges Guild l'ambientazione The First Fantasy Campaign, che raccoglie i diversi appunti di Arneson riguardo alla sua campagna Blackmoor.[23]
- Primo esperimento di Steve Jackson (da non confondere con l'omonimo fondatore della Games Workshop) nel mondo dei giochi, sviluppa (in collaborazione con Howard Thomson) per la Metagaming Concept Melee, principalmente un gioco di combattimenti (assimilabile a Chainmail) utilizzabile con altri giochi di ruolo e che sarà la base per The Fantasy Trip.[24]
- La Gamescience pubblica il primo gioco di ruolo di supereroi: Superhero 2044 (Donald Saxman) con regole ispirate a Dungeons & Dragons.[25]
- La Flying Buffalo pubblica la quarta edizione di Tunnels & trolls.[26]

## 1978
- La Chaosium pubblica il gioco di ruolo RuneQuest (Greg Stafford, Steve Perrin) ambientato nel magico mondo di Glorantha, sviluppato a metà degli anni sessanta da Greg Stafford. È il primo gioco di ruolo completamente basato su abilità.[27]
- Il 2 giugno la TSR pubblica il  Player's Handbook (Gary Gygax) supplemento per la versione avanzata della seconda edizione di Dungeons & Dragons: con il Monster Manual del 1977, diverrà nel 1979 una delle fondamenta della prima edizione di Advanced Dungeons & Dragons.[28]
- Sempre la TSR pubblica il postapocalittico Gamma World (James Ward e Gary Jaquet)[22]
- Anche la Fantasy Games Unlimited pubblica un gioco di ruolo fantascientifico dal nome Starships & Spacemen (Leonard H. Kanterman).
- La Fantasy Productions, dopo aver pubblicato dei supplementi non ufficiali per Dungeons & Dragons pubblica l'ambientazione Wilderlands of High Fantasy (Jeffrey C. Dillow).[29]
- La Heritage acquista i diritti dei romanzi di Burroughs e pubblica John Carter, Warlord Of Mars (M.S. Matheny): un wargame tridimensionale con ampia descrizione dell'ambientazione e la possibilità di trasformarlo in un gioco di ruolo.[30]
- La Tabletop Games pubblica il gioco di combattimenti western Once Upon A Time In The West (Beck e Spencer), che con l'uscita del quarto supplemento verrà trasformato in un gioco di ruolo.
- La Avant-Garde Simulations Perspectives pubblica Realm Of Yolmi (Ken Black e Marshall Rose): un gioco di ruolo fantascientifico.[31]

## 1979
- Il 16 maggio viene pubblicata la prima edizione della Dungeon Master's Guide (Gary Gygax) per Advanced Dungeons & Dragons: il gioco ormai è staccato da Dungeons & Dragons (arrivato alla propria terza edizione). È anche la fine di un'era: Dave Arneson viene licenziato dalla TSR, e a sua volta la cita in giudizio.
- La TSR pubblica la seconda edizione di Boot Hill.
- Dave Arneson collabora con Richard Snider e pubblica per la Excalibre Games, Adventures In Fantasy: un gioco fantasy con due sole classi. Il gioco è molto simile all'idea originale di Arneson per Blackmoor.
- La Chaosium pubblica Cults of Prax (Greg Stafford e Steve Perrin) per Runequest: il primo regolamento a trattare in dettaglio la religione in un gioco di ruolo.[32]
- La Fantasy Games Unlimited pubblica il gioco di supereroi Villains & Vigilantes (Jeff Dee e Jack Herman).[25]
- Viene pubblicato il primo gioco di ruolo dedicato al crimine: Gangsters! (Nick Marinacci e Peter Potrone), che permette di interpretare poliziotti e criminali e pare sia stato scritto da un ex-poliziotto.
- La SPI pubblica Commando (Eric Goldberg con la collaborazione di Greg Costykian). È il primo gioco di ruolo con ambientazione militare (in particolare ambientato nella seconda guerra mondiale). Presentava anche regole per essere giocato come wargame.
- L'anno segna anche l'inizio dei legami tra mondo informatico e giochi di ruolo: Roy Turbshaw e Richard Bartle, ispirandosi al gioco per computer Adventure (il primo computer role-playing game scritto in Fortran quello stesso anno), sviluppano MUD (Multi-User Dungeon), che ha dato il nome a tutta la categoria.
- La Adversary Game pubblica il gioco Buccaneer (Carl Smith), un piccolo gioco di ruolo dedicato ai pirati e ai bucanieri del XVI e XVII secolo.
- La Tabletop Games pubblica Heroes (David Millward), un gioco di ruolo fantasy ambientato nell'Europa Medievale.
- La Infinity Company pubblica il primo gioco di ruolo generico della storia, anticipando di qualche mese Basic: Infinity (Derrick Charbonnet e Terry Podgorski), di circa 36 pagine.
- La Heritage pubblica il gioco di ruolo fantasy generico Swordbearer (Arnold Hendrick e Dennis Sustare).
- Viene pubblicata la terza edizione di Tunnels & Trolls.
- La Ragnarok Press pubblica Ysgarth (David Nalle), gioco di ruolo fantasy basato sui miti nordici. È il primo gioco che prevede la costruzione a punti del personaggio.

## 1980
- La Metagaming Concepts pubblica The Fantasy Trip (Steve Jackson), che pur ottenendo un certo successo non venne adeguatamente supportato e scomparirà con la sua chiusura. Steve Jackson non riuscendo a ottenere i diritti svilupperà GURPS.[33]
- La TSR pubblica la seconda edizione del Dungeons & Dragons Basic Set (Tom Moldway)[34] e la prima edizione del Dungeons & Dragons Expert Set (Frank Mentzer),[35] sancendo la divisione tra Dungeons & Dragons e Advanced Dungeons & Dragons, che iniziano a correre su binari paralleli.
- La TSR produce anche il gioco di spionaggio Top Secret (Merle M. Rasmussen), approfittando del successo dei film di James Bond.
- La SPI produce il gioco di ruolo fantasy Dragonquest (Eric Goldberg, Gerald C. Klug, David James Ritchie, Edward J. Woods).
- La Chaosium pubblica come gioco a parte il sistema di regole di RuneQuest: nasce il Basic Role-Playing (Greg Stafford e Lynn Willis), composto da 16 pagine in tutto.
- La Timeline pubblica The Morrow Project (Kevin Dockerty, Robert Sadler e Richard Tucholka): gioco di ruolo di ambientazione post-nucleare.
- Viene pubblicata una serie di regole opzionali non ufficiali per Dungeons & Dragons, dal nome Arms & Claw Law, che diventeranno la base di quello che sarà Rolemaster.
- La Phoenix Games pubblica il primo gioco di ruolo di ambientazione orientale: Bushido! (Paul Hume e Bob Charrette).
- La Gamescience espande il piccolo gioco Space Patrol (del 1977) e pubblica la prima edizione del gioco di ruolo di fantascienza Star Patrol (Michael S. Kurtick e Rockland Russo).
- La Archaereon Games, partendo da una campagna di Chivalry & Sorcery basata sul mondo di Arden, sviluppa lo Archaereon Game System.
- La West Wind Simulations pubblica il gioco Castle Perilous (James T. Sheldon) basato sui romanzi di John DeChancie: imponeva modificatori alla risoluzione delle azioni in base alla recitazione e all'entusiasmo dei giocatori.
- La Fantasy Games Unlimited pubblica Land Of The Rising Sun (Lee Gold), un gioco di ruolo medievale di ambientazione orientale, basato sulle meccaniche di Chivalry & Sorcery.

## 1981
- A gennaio la Palladium Books pubblica il suo primo gioco di ruolo: il fantascientifico The Mechanoid Invasion (Kevin Siembieda),[36] che aprirà la strada per Palladium Fantasy Role-Playing Game.
- La Chaosium acquisisce i diritti per adattare le opere di H.P. Lovecraft e M. Moorcock, e pubblica le prime edizioni di Il richiamo di Cthulhu (Sandy Petersen)[37] e Stormbringer (Steve Perrin e Ken St. Andre),[38] entrambi basati sul sistema di regole Basic Role-Playing. Dalla serie Thieves' World curata da Robert Asprin trae invece un supplemento/ambientazione adatto a qualsiasi genere di gioco di ruolo, contenente le statistiche di gioco per nove sistemi diversi.[39]
- La Hero Games produce la prima edizione del supereroistico Champions (George McDonald e Steve Peterson).[40]
- La FASA acquisisce i diritti di Star Trek e pubblica la prima edizione di Star Trek: The Role-playing Game (Guy W. McLimore, Greg Poehlein, David Tepool).[41]
- La Fantasy Games Unlimited pubblica il postapocalittico Aftermath (Bob Charrette e Paul Hume),[42] con un sistema di regole che ricorda Chivalry & Sorcery, ma a detta di molti ancora più complesso. Contemporaneamente acquista dalla Phoenix Games Bushido e ne pubblica la seconda edizione.
- Dave Arneson vince la causa contro la TSR e viene riconosciuto come co-creatore di Dungeons & Dragons, dopo che per anni era stato considerato un semplice Dungeon Master freelance che faceva uso del mondo registrato da Gary Gygax e soci.
- David Hargrave pubblica in volume completo il suo mondo Arduin per la Grimoire Games, dopo che per anni è stato un supplemento non ufficiale di Dungeons & Dragons: con un regolamento molto ispirato al più famoso gioco di ruolo fantasy, esce Arduin Adventure[43].

## 1982
- La Iron Crown Enterprises (ICE) raccoglie Arms Law, Character Law e Campaign Law in un unico gioco fantasy chiamato Rolemaster (S. Coleman Charlton, Peter C. Fenlon, Kurt H. Fischer, Terry K. Amthor).
- La TSR si lancia nel fantascientifico e pubblica Star Frontiers (Steve Winter). Poi segue la moda dei giochi di polizia e pubblica la prima edizione di Gangbusters (Mark Acres).
- La Chaosium pubblica Trollpack per la seconda edizione di RuneQuest, il primo supplemento per giochi di ruolo che approfondisce la personalità del "mostro".
- La RPG pubblica il suo secondo gioco di ruolo di ambientazione militare: Recon (Joe F. Martin).
- La Oracle Games pubblica Alma Mater, gioco di ruolo che prende spunto dal classico film Animal House con John Belushi, dove i giocatori interpretano degli studenti del college americano.
- La Fantasy Games Unlimited pubblica la seconda e ultima edizione di Bunnies & Burrows.

## 1983
- Viene pubblicata la quarta edizione di Dungeons & Dragons (Scatola Base ed Expert) ad opera di Frank Mentzner, che verrà poi tradotta in Italia dalla Editrice Giochi nel 1985.
- Nello stesso anno viene pubblicata la scatola World of Greyhawk per Advanced Dungeons & Dragons prima edizione. È la sua prima ambientazione ufficiale.
- Dopo essersi allontanato dalla TSR, M.A.R. Barker pubblica la seconda edizione di Empire Of The Petal Throne per la Gamescience.
- Esce anche la prima edizione di Palladium Fantasy Role-Playing Game (Kevin Siembieda), dando vita così ufficialmente al sistema Palladium, pesantemente ispirato a Advanced Dungeons & Dragons.
- La Columbia Games produce l'ambientazione Harn World, adattabile a qualsiasi sistema di gioco.
- La Fantasy Games Unlimited pubblica la seconda edizione di Chivalry & Sorcery.
- La Chaosium si lancia sui supereroi e produce Superworld, basato sul Basic Role-Playing.
- La Victory Games produce James Bond 007 (Gerry Klug), gioco di ruolo di spionaggio basato sulla popolare spia: un classico del suo genere, alimentato dai nuovi film con Roger Moore[44].

## 1984
- La Schmidt Spiele pubblica Das Schwarze Auge, un gioco di ruolo fantasy tedesco che sarà pubblicato in Italia nel 1986 dalla Edizioni EL con il titolo Uno sguardo nel buio.
- La TSR:
  - Pubblica la Scatola Companion di Dungeons & Dragons quarta edizione.
  - Produce la saga di Dragonlance, pubblicando le Dragonlance Chronicles (Margaret Weis e Tracy Hickman): la prima serie di romanzi fantasy ispirati ad un gioco di ruolo a cui è legata una serie di 16 moduli d'avventura che diverrà conosciuta come la Dragonlance Saga.
  - Pubblica due moduli d'avventura dedicati a Conan il Cimmero, l'eroe barbaro creato da R.E. Howard, che adattano l'era Hyboriana alle regole di Advanced Dungeons & Dragons. Essi sono Conan Unchained (David "Zeb" Cook) e Conan Against Darkness (Ken Rolston), a cui seguirà anche Red Sonja Unconquered, sulla scia del film omonimo con Brigitte Nielsen e Arnold Schwarzenegger (conosciuto in Italia come Yado).
  - Acquisisce anche i diritti per trarre un gioco di ruolo dai supereroi dei fumetti Marvel e pubblica la prima edizione di Marvel Super Heroes(Jeff Grubb e Steve Winter).
- La I.C.E. acquisisce i diritti sulla Terra di Mezzo di J. R. R. Tolkien e produce la prima edizione di Middle-Earth Rpg (S. Coleman Charlton) basandolo su di una versione semplificata delle regole di Rolemaster. Il gioco verrà tradotto in italiano dalla Stratelibri nel 1990.
- La Avalon Hill acquisisce dalla Chaosium i diritti di RuneQuest e ne pubblica la terza edizione.
- La Palladium Games produce il gioco di ruolo supereroistico Heroes Unlimited (Kevin Siembieda).
- La West End Games pubblica la prima edizione di Toon (Greg Costykian), praticamente il gioco di ruolo non ufficiale dei cartoni animati della Warner Bros. Lo stesso anno pubblica anche Paranoia (Daniel Seth Gerber con l'assistenza di Greg Costykian).
- La Chaosium:
  - Acquisisce i diritti del fumetto Elfquest e pubblica l'omonimo gioco Elfquest (Steve Perrin), basato sul sistema di gioco Basic.
  - Acquisisce i diritti della serie di romanzi Ringworld di Larry Niven e produce un gioco di ruolo dallo stesso nome (curato da Sherman Kah). Anni dopo Ringworld sarà adattato anche come supplemento di GURPS.
- La Hero Games pubblica la terza edizione di Champions (George McDonald e Steve Peterson), il gioco di supereroi.
- La Pacesetter Games pubblica Chill (Gali Sanchez, Garry Spiegle, Mark Acres, Ethan Sharp, Michael Williams), gioco di ruolo di horror contemporaneo.
- La R. Talsorian Games pubblica Mekton (Mike A. Pondsmith), gioco di ruolo basato sui robot giganti popolari nei cartoni animati giapponesi.
- La Game Designers' Workshop pubblica Twilight 2000, un gioco di guerra postapocalittico sviluppato da Frank Chadwick.
- La Black-out pubblica I Signori del Caos (Maselli, Miselli e Tralli). Nonostante le regole siano riprese da Dungeons & Dragons, tecnicamente è il primo gioco di ruolo in assoluto a comparire in lingua italiana, di ambientazione fantasy. Dungeons & Dragons verrà infatti tradotto dalla Editrice Giochi solo nel 1985.
- La Bero Toys pubblica Kata Kumbas (Carocci e Senzacqua), poi ripubblicato dalla E-Elle. Si tratta del primo gioco di ruolo italiano con un regolamento originale, oltre che il primo ambientato nell'Italia medievale.

## 1985
- La TSR pubblica la Scatola Master di Dungeons & Dragons quarta edizione.
- La ICE pubblica la linea Hero Games (basata sulla terza edizione di Champions) che diede vita a giochi come Fantasy Hero (Steve Peterson) e Danger International (L. Douglas Garrett, George McDonald, Steve Peterson), gioco di spionaggio contemporaneo.
- La Chaosium sempre basandosi sul sistema di regole Basic pubblica la prima edizione di Pendragon (Greg Stafford) basato sul ciclo arturiano.
- La Mayfair Game acquisisce i diritti dei supereroi della DC Comics e produce la prima edizione di DC Heroes (Greg Gorden).
- Anche la britannica Games Workshop partecipa alla guerra dei fumetti e dopo aver acquisito i diritti di Judge Dredd produce Judge Dredd The Rpg.
- La Palladium Games acquisisce i diritti del fumetto Teenage Mutant Ninja Turtles e pubblica Teenage Mutant Ninja Turtles & Other Strangeness (Erick Wujcik)[45].
- La TSR acquisisce i diritti e pubblica la prima edizione di Buck Rogers XXVc basato sull'omonima serie[46]. Pubblica inoltre Conan the Rpg (David "Zeb" Cook), sulla scia dei moduli pubblicati l'anno prima: il gioco viene definito come la summa delle idee peggiori di Marvel Super Heroes e Advanced Dungeons & Dragons.
- La FASA pubblica Doctor Who (Michael Bledsoe, John Wheeler, L. Ross Babcock, Guy W. McLimore), gioco di ruolo basato sull'omonima serie televisiva inglese degli anni settanta, il cui regolamento riprende quello di Star Trek The RPG.

## 1986
- La TSR pubblica la Scatola Immortal di Dungeons & Dragons quarta edizione. Fanno inoltre la prima comparsa i Gazetteer, moduli geografici sull'ambientazione Mystara conosciuti in Italia come "Atlanti".
- Viene pubblicata la prima edizione del sistema di gioco generico e universale dal nome GURPS (Steve Jackson) che riprende Fantasy Trip dello stesso autore pubblicato alla fine degli anni settanta.
- Viene pubblicata la quarta edizione di Tunnels & Trolls, che verrà tradotta nel 1988 dalla Oscar Mondadori nella collana Giochi.
- La West End Games pubblica Ghostbusters, basato sull'omonimo film e sviluppato da Greg Costykian, con Greg Stafford e Sandy Petersen, che introducono il D6 system della West End Games.
- La Columbia Games produce Harnmaster, sistema dedicato per avventure nel mondo di Harn. È il primo gioco a non usare i punti ferita.
- La Palladium Books acquista i diritti di Recon e ne stampa la seconda edizione (Erick Wujcick) facendo uso del proprio sistema di gioco.
- La Chaosium pubblica Hawkmoon (Kerie Campbell-Robson), un altro eroe del ciclo del Campione Eterno di M. Moorcock come Elric di Melniboné, basato sul Basic Role-Playing.
- La FASA pubblica il gioco di ruolo Mechwarrior (L. Ross Babcock, Jordan Weisman, Walter H. Hunt, Evan Jamieson, William Keith, Patrick Larkin, Richard K. Meyer, Kevin Stein), ambientato nel mondo del wargame Battletech: il gioco è incentrato sui piloti invece che sui mecha.
- Kevin Siembieda apre la strada ai manga negli Stati Uniti, scrivendo e pubblicando con la Palladium Books il gioco di ruolo Robotech, basato sull'omonima serie di cartoni animati.
- La I.C.E. pubblica la prima edizione di Space Master (Terry Amthor e Kevin Barrett), gioco di ruolo fantascientifico basato sulle meccaniche di Rolemaster.
- La Games Designers Workshop pubblica Traveller 2300 (Mark Miller, Frank Chadwick e Timothy B. Brown): il gioco, pur riprendendone il nome, non ha nulla a che vedere con il Traveller pubblicato dalla stessa GDW, ma è fra i primi giochi di Fantascienza hard pubblicati.
- La Universal Editrice pubblica Holmes & Company (M. Corte e A. Lotronto). Gioco di ruolo di investigazione all'inglese, è il primo gioco di ruolo non fantasy italiano.

## 1987
- La West End Games acquisisce i diritti dei film di Guerre stellari e produce la prima edizione di Star Wars The Rpg (Greg Costykian) basato sul D6 System sviluppato per Ghostbusters.
- Prendendo spunto dal wargame Warhammer Fantasy Battle, la Games Workshop produce la prima edizione di Warhammer Fantasy Rpg (Jim Bambra, Graeme Davis, Phil Gallagher, Rick Priestly, Richard Halliwell) che verrà tradotta in italiano nel 1996 dalla Nexus.
- La TSR produce quella che diverrà l'ambientazione per giochi di ruolo più giocata nel mondo, Forgotten Realms per Advanced Dungeons & Dragons, prendendo spunto dagli appunti delle campagne di Ed Greenwood, raccolti da Jeff Grubb. La TSR pubblica inoltre la seconda edizione di Top Secret/SI
- La West End Games pubblica la seconda edizione di Paranoia, che rivisita ampiamente il gioco.
- La Talsorian pubblica la seconda edizione di Mekton con cui introduce l'Interlock system che diventerà popolare l'anno dopo con Cyberpunk. Lo stesso anno pubblica anche Teenagers From Outer Space (Mike A. Pondsmith e Greg Costykian), gioco di ruolo ispirato a Lamù e alle serie animate giapponesi comiche in generale. Sarà tradotto in Italia dalla Stratelibri con il titolo Teenage Manga Mutanti.
- La Bard Games pubblica la prima edizione di Talislanta (Stephen Michael Sechi): il suo motto è "Niente Elfi!".
- La Lion Rampart produce la prima edizione di Ars Magica: è uno dei primissimi giochi sviluppati da Jonathan "D&D 3" Tweet e Mark "Vampiri" Rein•Hagen.
- La rivista Giochi Magazine pubblica Vento Nero (A. Carocci). È il primo gioco di ruolo italiano pubblicato su rivista.

## 1988
- La Talsorian produce la prima edizione di Cyberpunk (Mike A. Pondsmith) in seguito al successo del libro Neuromante di William Gibson.
- La Palladium Books pubblica il gioco di ruolo di arti marziali e spionaggio contemporaneo Ninjas & Superspies (Erick Wujcick) e il suo gioco horror di fantasy contemporaneo Beyond The Supernatural (Randy McCall e Kevin Siembieda).
- Greg Porter scrive Maschiacce armate pesantemente (Macho Women With Guns) per la BTRC, parodia dei giochi di ruolo di guerra, pubblicato in Italia dalla Nexus nel 1995.
- La TSR pubblica la seconda edizione di Marvel Super Heroes.
- La GDW pubblica Space: 1889 (Frank Chadwick), un'ambientazione fantascientifica in un'epoca vittoriana parallela e che trae ampio spunto dalle opere di Jules Verne.
- La Reindeer Games pubblica Twerps (Jeff e Amanda Dee) il gioco di ruolo più semplice del mondo: usa una sola caratteristica, Strength ("forza"), e si caratterizza per la qualità dei divertenti supplementi che lo accompagnano. È fondamentalmente una parodia di GURPS.
- La E.Elle pubblica una nuova edizione di Kata Kumbas.

## 1989
- La TSR pubblica la seconda edizione di Advanced Dungeons & Dragons (David "Zeb" Cook), che sarà tradotta nel 1994 in italiano dalla Ripa e in seguito dalla 25 Edition.
- Esce anche l'ambientazione Spelljammer, la prima per Advanced Dungeons & Dragons a non essere collegata direttamente allo schema fantasy proposto da Tolkien.
- La Steve Jackson Games pubblica la terza edizione di GURPS, che verrà tradotto in Italia dalla DaS nel 1992.
- La TSR acquisisce la SPI e produce la terza e ultima edizione di Dragonquest.
- La Hero Games, acquisita dalla I.C.E., pubblica Champions quarta edizione, condensando in un unico manuale tutte le regole del suo sistema e dando vita all'Hero System, che trae spunto da Champions terza edizione, Fantasy Hero e Danger International.
- Seguendo le orme di Cyberpunk, ma volendo rimanere legata anche al genere di maggior successo, il fantasy, la FASA pubblica il primo gioco tecno-fantasy della storia: Shadowrun.
- La Chaosium pubblica Prince Valiant, The Storytelling Game: un innovativo sistema di regole che fa uso delle monete, pubblica inoltre la quarta edizione di Call Of Cthulhu che verrà tradotta in italiano (smembrata in due manuali) dalla Stratelibri.
- La Mayfair Games pubblica Batman The Rpg (Jack A. Barker, Greg Gorden, Ray Winniger), una versione light di Dc Heroes.
- La I.C.E. pubblica Cyberspace (Tod Foley), un gioco di ruolo cyberpunk che usa una versione semplificata delle regole di Space Master.
- La Game Designers' Workshop pubblica la seconda edizione di Traveller 2300, ribattezzandolo con il nome di 2300 A.D. (Mark Miller, Frank Chadwick, Lester Smith, Timothy B. Brown).
- La E.Elle pubblica la seconda edizione di Holmes & Company (M. Corte e A. Lotronto), che viene espansa anche per trattare il genere del giallo hard boiled.

## 1990
- La Palladium Books sviluppa Rifts, gioco di ambientazione postapocalittica, che mischia fantasy e fantascienza (Kevin Siembieda): questo gioco rappresenta la summa del sistema Palladium, che finalmente si stacca dall'ombra di Advanced Dungeons & Dragons.
- Sulla scia della sperimentazione, la TSR produce l'ambientazione fantasy horror Ravenloft per Advanced Dungeons & Dragons, basata su una vecchia serie di moduli dallo stesso titolo. Come Spelljammer, Ravenloft si distacca alquanto dal tipico fantasy tolkieniano, pur non rinnegandolo del tutto.
- La Steve Jackson acquisisce i diritti sulle opere di R.E. Howard e pubblica GURPS Conan (Curtis M. Scott) sotto la supervisione di uno dei migliori emuli dello scrittore texano, Lyon Sprague de Camp.
- La Pagan Publishing stringe un accordo con la Chaosium che gli permette di pubblicare materiale ufficiale per Call Of Cthulhu.
- Esce la quarta edizione di Stormbringer che verrà tradotta (divisa in due libri) in Italia dalla Stratelibri.
- La West End Games, basandosi su una variante del sistema D6, sviluppa TORG, il gioco della guerra delle Molteplici Realtà, basato sul d20 e che tiene conto dell'utilizzo di speciali carte durante il corso delle azioni (Greg Gorden).
- La Game Designers Workshop pubblica Cadillacs & Dinosaurs (Frank Chadwick), gioco di ruolo basato sul fumetto Xenozoic Tales, che verrà poi trasposto in cartoni animati e videogioco: il regolamento è basato sulla seconda edizione di Twilight 2000 che viene ripubblicato lo stesso anno, con un regolamento pesantemente modificato rispetto alla prima edizione.
- La Mayfair Games acquista dalla Pacesetter i diritti di Chill e ne pubblica la seconda edizione (David Ladyman), pesantemente rivisitata rispetto alla prima.
- La Talsorian pubblica la seconda edizione di Cyberpunk, spostando la data avanti di 7 anni e facendolo divenire Cyberpunk 2020. Questa edizione è stata tradotta in italiano dalla Stratelibri.
- La E.Elle pubblica I Cavalieri Del Tempio (Andrea Angiolino, Luca Giuliano, G. Boschi, A. Carocci, M. Casa). Gioco di ruolo abbastanza particolare, dove si interpretano dei cavalieri templari, le cui anime trasmigrano di era in era e vengono coinvolti nei maggiori eventi della storia: cercando di prevenire l'avverarsi di eventi nefasti e di produrre eventi positivi.
- La Black-Out pubblica "I Figli dell'Olocausto" (A. Cortellazzi). Primo gioco di ruolo postapocalittico italiano.
- Nasce su Videotel Necronomicon, il primo MUD completamente in italiano, programmato da Alessandro Uber e Fabrizio Venerandi.

## 1991
- La White Wolf sconvolge il mercato producendo la prima edizione di Vampiri: la masquerade di Mark Rein*Hagen. Il gioco diventa famoso per la sua cura riguardo all'interpretazione del personaggio, la recitazione e per l'importanza marginale data alle regole rispetto all'ambientazione.
- La TSR raccoglie in un unico volume: la Rules Cyclopedia (Aaron Allston), tutte le regole Dungeons & Dragons quarta edizione sparse tra le quattro scatole colorate e la serie dei Gazetteer.
- Lo stesso anno produce l'ambientazione Dark Sun per la seconda edizione di Advanced Dungeons & Dragons: questa si distacca da tutti i predecessori per l'ambientazione priva di punti di contatto con il tipico mondo fantasy tolkieniano e il pesante uso di poteri psichici al posto della magia.
- La TSR pubblica la terza e ultima edizione di Boot Hill (Steve Winter), il classico gioco western.
- Precedendo l'onda del successo di X-Files, e unendo l'horror a tematiche cyberpunk, la Game Designers Workshop pubblica Dark Conspiracy (Lester W. Smith).
- La piccola Phage Press acquisisce i diritti dei romanzi di Roger Zelazny riguardanti le Cronache di Ambra e produce Amber Diceless Role-Playing (Erik Wujcick). È il primo gioco di ruolo diceless della storia ad essere pubblicato da una casa editrice. Una piccola rivoluzione nel mondo dei giochi di ruolo. Pochi mesi prima era stato pubblicato amatorialmente dalla Gilda Anacronisti il Gioco Libero, di Piermaria Maraziti, frutto di un paio di anni di ricerche assieme ad altre persone: altro esempio di gioco di ruolo diceless e ruleless.
- La Real Dream pubblica World of Synnibar, un gioco tecno-fantasy con circa 50 classi capaci di arrivare al 600º livello.
- All'interno della rivista Kappa viene pubblicato CYB (Andrea Angiolino, G. Boschi, A. Carocci, M. Casa e L. Giuliano). È il primo gioco di ruolo di stampo Cyberpunk italiano.
- La DaS pubblica Il Gioco Di Ruolo Di Dylan Dog di F. Biasiolo, R. Chiavini, J. Garuglieri, M. Gianni e A. Ivanoff. Primo gioco di ruolo horror contemporaneo italiano e primo gioco di ruolo su licenza (di un noto personaggio dei fumetti Bonelli): abbastanza simile a Call of Cthulhu, ha avuto anche un'espansione per introdurre il mondo di Martin Mystère (altro noto personaggio dei fumetti Bonelli).
- Quando ancora Necronomicon era operativo (1991/92) apparve un secondo MUD italiano: Kyrandia. In parte derivava da traduzione e in parte era stato riscritto (avevano omaggiato Necronomicon con una stanza ambientata ad hoc). Gestita da Dexter, anche Kyrandia era accessibile via Videotel, e in seguito si trasferì su una BBS milanese.

## 1992
- Steven O'Sullivan fonda la Ghost Games e produce la prima edizione di Fudge, un gioco generico e universale, araldo dei giochi di ruolo freeware disponibili online.
- La Chaosium pubblica l'ultima grande revisione di Call of Cthulhu, arrivato alla quinta edizione, che verrà tradotta nel 1996 in Italia dalla Stratelibri.
- La Avalon Hill produce Tales from the Floating Vagabond (Lee Garvin, Nick Atlas, John Huff), gioco vagamente ispirato alla Guida Galattica per gli Autostoppisti di Douglas Adams.
- La Atlas Games pubblica Over the Edge (Jonathan Tweet, Robin D. Laws): un gioco rivoluzionario, sia per la sua commistione di generi, sia per la sua ambientazione (un'isola nel mediterraneo piena di spie e di intrighi), sia per le meccaniche estremamente free-form e leggere (ma molto potenti e versatili): per fare un personaggio in OTE basta scegliere letteralmente 4 parole (e immaginarselo, ovviamente).
- La Wizards of the Coast si lancia nel mercato dei giochi di ruolo pubblicando il supplemento generico The Primal Order (Peter Adkinson), che descrive l'uso della religione nei giochi di ruolo e contiene note di conversione per essere usato in una ventina di regolamenti diversi. La Palladium Books intenta causa alla Wizards of the Coast per aver riportato tabelle di conversioni per il Palladium Fantasy Role-Playing Game. La conseguente causa portò sull'orlo del fallimento la Wizards of the Coast.
- La TSR pubblica la quarta e ultima edizione di Gamma World (Bruce Nesmith e James M. Ward), prima del suo passaggio (nel 2000) ad ambientazione per Alternity.
- La Talsorian rende gioco di ruolo il sogno di ogni giocatore: ecco Dream Park (Mike A. Pondsmith), il gioco che permette di essere sé stessi durante la visita di un parco di divertimenti virtuale, in cui si può interpretare qualsiasi personaggio in qualsiasi era.
- La White Wolf continua l'esplorazione del Mondo di Tenebra dopo il successo di Vampire: the Masquerade, pubblica Werewolf: The Apocalypse (Mark Rein•Hagen). Acquista inoltre dalla Lion Rampart, Ars Magica terza edizione (Mark Rein•Hagen e Ken Cliffe) cercando di renderlo l'antesignano del Mondo di Tenebra.
- La West End Games, pubblica la seconda edizione di Star Wars The Rpg (Bill Smith), che verrà pubblicata in Italia dalla Stratelibri.
- Dopo anni Gary Gygax torna a sviluppare un gioco di ruolo: esce Dangerous Journeys (in collaborazione con Dave Newton), pubblicato dalla Game Designers Workshop. La TSR cita in giudizio Gary Gygax accusandolo di aver ricopiato alcuni copyright di Dungeons & Dragons e infine acquista la proprietà del gioco, portando sull'orlo del fallimento la Game Designers Workshop, distrutta nella battaglia legale.
- La Editore Planetario pubblica Ammo (M. Caruccio, P. Cioni, B. Chies). Gioco di ruolo che trae ispirazione dai fumetti giapponesi, soprattutto quelli di stile Cyberpunk e con i mobile suit simili al Gundam.
- Allegato a E Giochi viene pubblicato Mediterraneo (Andrea Angiolino).

## 1993
- La Wizards of the Coast, dopo essere quasi giunta sull'orlo del fallimento, sconvolge il mercato dei giochi, pubblicando il gioco di carte Magic: l'Adunanza di Richard Garfield.
- La Chaosium revisiona Pendragon, arrivato alla quarta edizione, raccogliendo in un unico volume le molte regole comparse nei precedenti supplementi per la terza edizione. Inoltre pubblica Elric! versione ampiamente rivisitata di Stormbringer.
- La Steve Jackson ottiene i diritti dalla White Wolf per pubblicare GURPS: Vampire: The Masquerade (Jeff Koke con la supervisione di Mark Rein*Hagen).
- La TSR tira fuori dalla naftalina il vecchio protagonista dei fumetti Buck Rogers e pubblica un nuovo gioco a lui dedicato Buck Rogers che fa uso del sistema High Adventure.
- La TSR produce il sistema generico Amazing Engine, tra i supplementi dedicati a questo sistema rivede la luce dopo anni Metamorphosis Alpha.
- La FASA si lancia sul fantasy classico e sviluppa Earthdawn (Greg Gorden e Lous J. Prosperi).
- La Game Designers Workshop tenta di rilanciare Traveller con Traveller: The New Era (Frank Chadwick e David Nielsen), modificando pesantemente il background, ma non andando incontro ai favori del pubblico.
- La Metropolis importa negli Stati Uniti il gioco svedese del 1991 Kult (Gavilla Johnsson e Michael Petersen): un gioco d'horror contemporaneo che affronta tematiche che concernono il divino e la presenza degli uomini sulla terra. Questa traduzione (su cui si baserà a sua volta la traduzione italiana) è pesantemente censurata rispetto all'originale svedese.
- Dopo la brutta esperienza con Primal Order, la Wizards of the Coast (acquisiti i diritti dalla Bard Game), pubblica la terza edizione di Talislanta (Jonathan Tweet collabora con l'autore originale Stephen Michael Sechi).
- La Editrice Giochi pubblica Druid, gioco di ruolo fantasy, ambientato in una terra mitica che assomiglia alla Gran Bretagna dei miti celtici.
- La Dal Negro pubblica Lex Arcana (L. Colovini, D. de Toffoli, M. Maggi, e F. Nepitello). Gioco di ruolo ambientato in una linea temporale parallela alla nostra, dove l'Impero Romano è sopravvissuto alla sua caduta e un ordine di investigatori del paranormale indaga sugli strani eventi che avvengono ai confini dell'impero.
- Il Comune di Roma pubblica Orlando Furioso (Andrea Angiolino e G. Meluzzi), un gioco di ruolo basato sulla popolare chanson de geste, distribuito in scuole e biblioteche.
- La Draco Flamula Games pubblica Ultima Eclisse (G. Niccolai, F. Baroni, M. Corsini e A. Silvestrini). Un sistema di gioco fantasy che deve molto ai gdr esteri più classici.

## 1994
- La White Wolf continua sulla strada lanciata da Vampire: The Masquerade e prosegue lo sviluppo del World of Darkness: è la volta di Mage: The Ascension (Stewart Wieck).
- La Chaosium pubblica negli Stati Uniti il gioco francese del 1991 Nephilim (Fabrice Lamidey, Sam Shirley, Greg Stafford e Frederick Weil): horror contemporaneo che fa uso del sistema sviluppato quasi venti anni prima con Runequest.
- La Mayfair Games pubblica il gioco supereroistico di violenza urbana Underground, ispirato alla moda dei supereroi ipertecnologici.
- La Last Unicorn pubblica ARIA (Christan S. Moore e Owen. M. Seyler), il primo gioco di ruolo che permette di interpretare una città, nazione o un'intera cultura.
- La Talsorian pubblica Castle Falkenstein (Michael A. Pondsmith) che usa un rivoluzionario sistema di risoluzione delle azioni con le carte da gioco: anche l'ambientazione steam age fantastica è nuova per il suo genere.
- La West End Games pubblica il sistema generico Masterbook (Ed Stark) basato sul regolamento di Torg, a cui affiancherà 5 ambientazioni nel corso degli anni: le originali Bloodshadow e Necroscope, e quelle su licenza Indiana Jones, Tank Girl, Aden e Tales from the Crypt.
- Penultimo tassello del World of Darkness, la White Wolf pubblica Wraith: The Oblivion (Mark Rein*Hagen, Richard Dansky, Jennifer Harshorn, Sam Chupp), dove i giocatori interpretano delle anime defunte.
- La Beholder pubblica Legione (Danilo Moretti), il primo gioco di ruolo di supereroi italiano.
- Viene pubblicato Elish (E. Coltorti, M. Calamita, T. Yamanouchi, V.Castelfranchi). Il primo gioco di narrazione italiano. È prevista una sua futura uscita sul mercato tedesco.
- La Hobby & Work pubblica La Storia Ancestrale (G. Bezzi), di genere fantasy e rivolto principalmente ad un pubblico giovane.
- La Carte Segrete pubblica C'era Una Volta (Francesco Lutrario). Gioco per bambini che interpretano folletti impegnati a preservare i finali delle classiche favole da malvagi che intendono stravolgerli.
- Compare Lumen et Umbra, il più longevo MUD italiano, e il primo accessibile anche da Internet. Creato dal programmatore Emanuele Benedetti (Benem) e da Giuseppe Caggese (Joy), e sostenuto dai server della romana MC-link.

## 1995
- La TSR pubblica la serie Player's Option (Richard Baker, Skip Williams, Douglas Niles e Dale Donovan) per la seconda edizione di Advanced Dungeons & Dragons rivoluzionando il sistema di gioco in tutti i suoi aspetti, dal combattimento alla creazione del personaggio.
- La TOME rivitalizza per l'ultima volta Tekumel e pubblica Gardasiyal (M.A.R. Barker con Neil R. Cauley): una versione completamente nuova e differente della prima ambientazione per giochi di ruolo.
- Anche Rolemaster viene pesantemente revisionato dalla I.C.E. e nasce il Rolemaster Standard System.
- La Wizards of the Coast riaffronta il mercato dei giochi di ruolo dopo il successo ottenuto con il gioco di carte Magic: The Gathering, e anche qui intende rivoluzionare il concetto di gdr: produce Everway (Jonathan Tweet). Gioco diceless, che usa una sorta di "tarocchi" per decidere il risultato delle azioni da parte del master.
- La Wizards of the Coast acquista i diritti di Ars Magica dalla White Wolf e ne pubblica una piccola serie di supplementi, tra cui la ristampa della terza edizione, che sarà quella poi tradotta in italiano.
- Il World of Darkness della White Wolf è completo: esce Changeling: The Dreaming (Brian Campbell, Jackie Cassada, Richard Dansky, Chris Howard, Steve Kenson, Ian Lemke, Angel Leigh McCoy, Deena McKinney, Neil Mick, Wayne Peacock, Nicky Rea, Michael Rollins), ora anche il popolo fatato ne fa parte.
- La Wingnut Games pubblica OG (Aldo Ghiozzi), il gioco dei cavernicoli: è definito come un gioco di ruolo of senseless prehistoric combat: i personaggi possono utilizzare un vocabolario composto di sole 17 parole. Tradotto anche in italiano dalla Oberon Games.
- Basandosi sui B-movie horror degli anni sessanta, la Mind Ventures pubblica la prima edizione di Don't Look Back (Chuck McGrew).
- La Zody Games pubblica Fantasy Earth (Michael C. Zody).
- La Talsorian pubblica la terza edizione di Mekton ribattezzata Mekton Z (Mike A. Pondsmith, Mike MacDonald, Benjamin Wright), che cavalca l'onda degli anime e fa il verso a Gundam.
- La casa di miniature Heartbreaker pubblica il gioco di ruolo (e miniature) Mutant Chronicles (William F. Fu). Pubblicato anche in Italia dalla Hobby & Work.
- La Gamescience acquista dalla Reindeer Games i diritti di Twerp e ne pubblica la seconda edizione.
- La DaS pubblica On Stage! (Luca Giuliano), il primo gioco di recitazione italiano.
- La Nexus pubblica Il Gioco Di Ruolo di Ken Il Guerriero (M. Missiroli, M. Manicardi, B. Reina, P. Poli, S. Gatti, S. Peruzzi e R. Di Meglio), gioco ispirato al noto personaggio dei fumetti e dei cartoni animati giapponesi, con sistema di regole basato sul francese Simulacres.
- La Qualitygame inizia le pubblicazioni della collana I giochi del 2000: Mediterraneo (Andrea Angiolino), versione completa del gioco già pubblicato nel 1992 su E Giochi, Gli Ultimi Templari (M. Mancini e M. Teragnoli) e Role (C.L. Pancini). La peculiarità di questa collana, prodotta sulla scia dei "Millelire" di Stampa Alternativa è di pubblicare giochi di poche pagine e venduti al prezzo molto basso di 2 000 lire.

## 1996
- L'uscita dell'ultimo volume della serie Player's Option ridefinisce anche il sistema di magia della seconda edizione di Advanced Dungeons & Dragons della TSR.
- Nello stesso anno, dopo aver rivoluzionato il mondo di Dragonlance con l'ultimo romanzo delle cronache scritto da Weis & Hickman, la TSR produce Dragonlance: The Fifth Age (William W. Connors), che abbandona le regole di Advanced Dungeons & Dragons e fa uso del Saga System.
- Dopo anni Chivalry & Sorcery torna a vedere la luce con la sua terza edizione, che fa uso dello Skillscape System della Highlander Design.
- La Palladium Games pubblica un molto ripulito Palladium Fantasy Rpg seconda edizione, basato sull'ultima versione del Sistema Palladium già vista in Rifts, dopodiché dà alla luce il suo gioco di horror contemporaneo, Nightspawn (Kevin Siembieda ed Erick Wujcik), che verrà modificato in Nightbane dopo una minaccia di chiamata in giudizio per violazione di copyright da parte di Todd McFarlane, creatore del personaggio dei fumetti Spawn.
- La White Wolf affronta il mondo medievale con il suo Storytelling System e dà alla luce Vampire: The Dark Ages, che l'anno dopo verrà tradotto in italiano dalla Stratelibri.
- Dopo questo successo annunciato la White Wolf pubblica il fantascientifico Trinity (Andrew Bates, Ken Cliffe, Richard E. Dansky, Greg Fountain, Robert Hatch, Chris McDonough, Mark Rein*Hagen, Richard Thomas, Stephan Wieck, Gary Goff): insoddisfatto del trattamento ricevuto dalla White Wolf, Mark Rein*Hagen la abbandona.
- Chiaramente ispirato al serial del momento, X-Files, la New Millennium Entertainment pubblica Conspiracy X (Rick Ernst, Shirly Madewell, Chris Palace) che verrà anche tradotto in italiano nel 1998 dalla 3d6.
- La Mind Ventures importa negli Stati Uniti il gioco scozzese Tales of Gargenthir (Richard Cooper e Alastair Cowan) della Sanctuary Games: un'ambientazione steampunk ricca di dettaglio e fascino, mescolata ad uno dei sistemi di creazione del personaggio più complessi mai progettati.
- La Holistic Design si prepara a cavalcare l'onda del ventennale di Guerre stellari e pubblica il tecno-fantasy Fading Suns (Bill Bridges e Andrew Greenberg).
- Vagamente ispirato ad Highlander e seguendo il filone lanciato dalla White Wolf con Vampire: The Masquerade, la Precedence Publishing pubblica Immortal: The Invisible War (Ran Ackels).
- La Dream Pod 9 si lancia sul fantascientifico, introduce il sistema Silhouette e pubblica due giochi di ruolo basati su combattimenti tra robot giganti: Heavy Gear (Jean Carrieres, Jeff Fortier, Gene Marcil, Stephane Matis, Martin Ouellette, Pierre Oullette, Marc Vezina) e Jovian Chronicles (Philippe Boulle, Jean Carrieres, Wunji Lau e Marc Vezina).
- La Daedalus Games pubblica Feng Shui (Robin Laws), gioco di arti marziali chanbara, veloce, divertente e dettagliato.
- Dopo il fallimentare periodo in mano alla White Wolf, e il brevissimo arco di tempo in mano alla Wizards of the Coast, Ars Magica passa alla Atlas Games, che ne pubblica la quarta edizione (Jeff Tinball e John Nephew).
- In seguito ai successi dei cineasti di Hong Kong e ai film di Quentin Tarantino, la Event Horizon pubblica Hong Kong Action Theatre (Gareth-Michael Skarka, Aaron Rosenberg, Aaron Sturm, Scott Thompson, David Sturm, J. Cristopher Haughawout, Matt Harrop, John R. Phythyon Jr.).
- Dopo il parziale insuccesso della serie Masterbook, la West End Games, pubblica D6 System, basato sullo stesso sistema di gioco.
- La Pinnacle Games pubblica Deadlands: The Weird West (Shane Lacy Hensley). Il gioco vince l'Origin Award per il 1996.
- La Rubicon acquista i diritti di Everway dalla Wizards of the Coast e lo ripubblica.
- La Grey Ghost Games pubblica Gatecrasher (Michael Lucas e N. Taylor Blanchard), un gioco tecno-fantasy: questa sua seconda edizione è basata interamente sulle regole di Fudge.
- Dopo l'insuccesso di Traveller: The New Era e il fallimento della Game Designers Workshop, l'ambientazione viene acquisita dalla Imperium che pubblica Mark Miller's Traveller.
- La Mymidon Press pubblica WitchCraft (C.J. Carella): gioco di magia moderna che basa il suo sistema su reali credenze magiche terrestri.
- La Pagan Publishing produce un supplemento per Call Of Cthulhu che stabilisce un universo narrativo parallelo che affonda le sue radici nella teoria complottistica: nasce Delta Green (John Tynes, Dennis Detwiller e Adam Scott Glancy).
- In occasione del ventennale di Guerre stellari, la West End Games pubblica la versione rivista ed espansa della seconda edizione di Star Wars. Più immagini, alcuni dettagli sulle regole e una scena della battaglia di Endor in copertina.
- La Qualitygame pubblica 1950 Allarme Ufo! (A. Lotronto), De Eloquentia (P. Fasce, A. Gatti, T. Mora, P. Parrucci), Kalevala (L. Castellani) e La Regola Del Gioco (P. Maraziti e M. Perez).

## 1997
- Dopo il nuovo successo di Vampiri: i secoli bui, la White Wolf dà anche ai Lupi Mannari la loro versione antica: è la volta di Werewolf: the Wild West (Justin Achilli ed Ethan Skemp).
- Fallisce la TSR che viene acquisita dalla Wizards of the Coast e rimane per 6 mesi senza produrre niente.
- La Talsorian dà inizio all'invasione giapponese e pubblica Bubblegum Crisis (Benjamin Wright, David Ackerman-Gray, Ray Greer, George McDonald, Steve Peterson, Mike A. Pondsmith) ispirato all'anime Megatokyo 2033.
- La Steve Jackson pubblica in lingua inglese, il gioco di ruolo francese In Nomine del 1989. La versione inglese è pesantemente censurata rispetto all'originale dal nome In Nomine Satanis/Magna Veritas (scritto da Croc per la casa editrice Siroz).
- La Chameleon Eclectic acquista i diritti della serie Babylon 5 e pubblica il gioco di ruolo di Babylon 5: The Babylon Project (Joseph Cochrain).
- La Guardians of Order pubblica Big Eyes, Small Mouths (Mark McKinnon): è il gioco di ruolo generico dei manga e degli anime.
- Ultima incarnazione di Champions: la Talsorian, dopo aver acquisito la Hero Games dalla I.C.E., pubblica Champions: The New Millennium, basandolo sulle regole di Fuzion, pubblicato online lo stesso anno.
- La Alderac Entertainment Group pubblica Legends of the Five Rings (John Wick e D. Williams), gioco di ruolo basato sull'omonimo gioco di carte collezionabile e ambientato nel fantastico mondo orientale di Rokugan, pubblicato in Italia dalla 21st Century Games.
- La Gold Rush Games pubblica Usagi Yojimbo (Greg Stolze), un gioco di ruolo basato sull'omonimo fumetto e che fa uso delle meccaniche di Instant Fuzion.
- La Rose & Poison pubblica Angeli e Demoni (A. Sottocasa, S. Giovannini, M. Ghirardi, D. Tortosa, G. Sottocasa). Gioco che trae spunto dalla new wave orrorifica americana: i giocatori interpretano angeli e demoni che si combattono sulla terra per il controllo delle anime.
- La Qualitygame pubblica Giallo in Casa Vernaschi (M. Mancini e M. Teragnoli).

## 1998
- La TSR/WotC produce un nuovo gioco di ruolo multi genere, ma con ambientazione prevalentemente contemporanea e fantascientifica: nasce Alternity (Bill Slavickseck e Richard Baker).
- Sfruttando il Saga System la TSR/WotC riporta in vita il gioco di ruolo supereroistico con la nuova edizione di Marvel Super-Heroes, basato sui supereroi della Marvel Comics.
- La Steve Jackson acquista l'ambientazione del Mondo Disco di Terry Pratchett e pubblica come gioco completo GURPS: Discworld, venduto con una copia light delle regole di GURPS.
- Nello stesso anno la Steve Jackson acquisisce i diritti su Traveller e pubblica GURPS: Traveller, che comprende la versione light delle regole di GURPS.
- La Archon Gaming cerca di pubblicare Unknown Armies (Greg Stolze e John Tynes), un horror contemporaneo e splatterpunk pieno d'azione e intrighi, ma non riesce a soddisfare i costi di produzione e passa il diritto sul gioco alla Atlas Games.
- La Gold Rush Games pubblica Sengoku: Chanbara Role-Playing In Feudal Japan (Anthony J. Bryant).
- La Guardians of Order acquista i diritti e produce The Sailor Moon Rpg (Mark C. MacKinnon), basato sull'anime Sailor Moon e compatibile con Big Eyes, Small Mouths.
- La Hogshead Publishing pubblica il gioco di narrazione The Extraordinary Adventures of Baron Munchausen (Barone di Munchausen e James Wallis).
- La Pinnacle Entertainment, dopo il successo di Deadlands, pubblica un gioco gemello ad esso, Deadlands: Hell on Earth (Shane Hensley), ambientato nel futuro.
- La Biohazard Game pubblica Blue Planet (Jeffrey Barber), uno strano gioco di ruolo di fantascienza ambientato su di un pianeta completamente sommerso dalle acque.
- La Last Unicorn Games acquisisce i diritti della saga di Star Trek e pubblica Star Trek: The Next Generation.
- La Steve Jackson rianima il classico Traveller e pubblica GURPS: Traveller (Loren Wiseman) che comprende le regole di GURPS Lite, rendendolo un gioco completamente a sé stante.
- La Dinasty rileva Dark Conspiracy dalla fallita Game Designers Workshop e ne pubblica la seconda edizione.
- La Talsorian Games partecipa all'invasione giapponese e pubblica Dragon Ball Z The Rpg (Mike A. Pondsmith) basato sulle regole di Instant Fuzion.
- La West End Games pubblica il gioco su licenza di Hercules And Xena (George Strayton), dalle serie televisive Hercules (serie televisiva) e Xena - Principessa guerriera, che usa come sistema il D6 System.
- La White Wolf pubblica un nuovo pezzo del suo Mondo di Tenebra ambientato nel passato Mage: The Sorcerer Crusade (Phil Brucato). Pubblica inoltre la terza edizione di Vampire: The Masquerade, che viene pubblicata nel 2000 in Italia dalla 21st Century Games.
- La FASA pubblica la terza edizione di Shadowrun.
- La Dream Pod 9 pubblica un nuovo gioco basato sul Silhouette System, il fantasy apocalittico Tribe 8 (Phillippe R. Boulle, Stephane Brochu e Joshua Mosqueira Asheim).
- La Qualitygame pubblica Sol Levante (E. M. Lauro) e Cyb (Andrea Angiolino, G. Boschi, A. Carocci, M. Casa, L. Giuliano).

## 1999
- La TSR/Wizards of the Coast in occasione dei festeggiamenti per i 25 anni di Dungeons & Dragons e i 15 anni di Dragonlance, annuncia la prossima uscita di Advanced Dungeons & Dragons terza edizione, questi perderà il termine Advanced e sarà conosciuto solo come Dungeons & Dragons, dato che il gioco originale è stato ormai abbandonato a sé stesso.
- L'invasione dei Pokémon tocca anche i giochi di ruolo, la Wizards of the Coast pubblica Pokémon Jr Adventure Game.
- La Atlas Games, dopo averne acquisito i diritti dalla Archon Gaming, pubblica Unknown Armies, che viene candidato a miglior gioco del 1999. Lo stesso anno pubblica la seconda edizione di Feng Shui, rilevato dalla Daedalus Games.
- La White Wolf produce Aberrant (Justin R. Achilli e Andrew Bates), gioco di ruolo di fantascienza prequel di Trinity, sempre della stessa casa editrice.
- La Eden pubblica un particolare gioco di ruolo: un sistema universale leggero basato sullo stesso motore di Witchcraft (acquistato quello stesso anno dalla Myrmidon Press) e numerose ambientazioni che hanno in comune la presenza di zombie intenzionati a mangiarsi i cervelli dei personaggi: All Flesh Must Be Eaten (Albert Bruno III, C.J. Carella, Richard Oaken, M. Alexander Jurkat e George Vasilakos). Acquista anche dalla New Millennium i diritti per Conspiracy X e ne produce la terza edizione.
- La West End Games acquisisce (dopo la Mayfair) i diritti sui supereroi della DC Comics e pubblica Dc Universe Rpg (Fred Jandt e Nikola Vartis).
- Continua l'invasione manga: la Guardians of Order pubblica Dominion Tank Police The RPG. Basato sull'omonimo manga di Shirow, fa uso di una versione avanzata di Big Eyes, Small Mouths.
- La Holistic Design pubblica la seconda edizione di Fading Suns.
- La FASA pubblica la terza edizione di Mechwarrior (Brian Nystul).
- La I.C.E. pubblica la quarta edizione riveduta e corretta di Rolemaster (che poco si discosta dall'edizione precedente).
- La Alderac Entertainment Group pubblica Seventh Sea (John e Jennifer Wick), gioco di pirati e spadaccini ambientato in una Terra parallela del XVII secolo.
- La Sovereign Press pubblica Sovereign Stone (Don Perrin e Lester Smith), gioco progettato dall'illustratore Larry Elmore.
- La Last Unicorn, dopo il successo di Star Trek: The Next Generation, pubblica Star Trek: The Original Series: il capitano Kirk e la prima Enterprise tornano nel mondo dei giochi di ruolo.
- Viene pubblicato Storytelling D20 (A. "Anderson" Gualano e G. "Mitsuhashi" Lanzi). Sistema di gioco molto agile e veloce, basato interamente sull'utilizzo del dado 20. Nato come progetto online è diventato un volume pubblicato dagli stessi autori.
- La Alchemia pubblica Ranma ½ (G. Casu e M. Franzoni). Altro gioco di ruolo ispirato ad un popolare eroe dei cartoni animati e dei fumetti giapponesi. Basato principalmente sugli scontri tra esperti di arti marziali.
- La Nexus pubblica Il Gioco di Ruolo di Dragon Ball Z (Andrea Angiolino e P. Parrucci. Ennesimo gioco di ruolo ispirato all'omonima serie giapponese di cartoni animati e fumetti. Anch'esso basato principalmente sui combattimenti tra esperti (molto potenti) di arti marziali. Non ha nulla a che spartire con l'omonimo gioco pubblicato in inglese dalla Talsorian e basato sulle regole di Instant Fuzion.
- La Documenta Edizioni pubblica Multiworlds (Alessandro Piparo e L. de Luca Cuccia). Gioco di ruolo generico, dalla creazione del personaggio molto complessa ma che sviluppa meccaniche di gioco rapide e veloci.

## 2000
- Nei primi mesi dell'anno la Wizards of the Coast cancella il marchio TSR dai suoi prodotti legati a Dungeons & Dragons e poi diviene una parte della Hasbro Inc., la quale acquisisce anche la Last Unicorn e i diritti accampati da essa sulla serie fantascientifica Dune mentre quelli di Star Trek passano alla Decipher.
- Dopo anni, il mondo di Glorantha torna ad essere un'ambientazione per un gioco di ruolo. La Issaries Inc. produce Hero Wars (Greg Stafford e Robin D. Laws). Il gioco però è minato da una quantità abnorme di errori tipografici e da un formato che non incontra esattamente i favori del pubblico.
- La Steve Jackson acquisisce i diritti sui romanzi di Gene Wolfe e pubblica GURPS: New Sun.
- La Wingnut Games produce la seconda edizione di OG, ribattezzata come Land of Og, che comprende oltre le regole per il gioco da tavolo, anche le regole per il Live e del wargame Og: The Game Of Senseless Prehistoric Combat che diede origine alla prima edizione di OG.
- Castle Falkenstein invece, lascia la Talsorian e inizia a venir prodotto come serie di supplementi per GURPS.
- Escono la quarta edizione di Chivalry & Sorcery della Britannia, la quarta di Talislanta della Shootingiron, la nuova versione di Star Wars con il d20 System, e soprattutto la terza edizione di (Advanced) Dungeons & Dragons che con il d20 System rivoluziona il mercato del gioco di ruolo.
- Il 2000 si conclude con l'incredibile successo di Dungeons & Dragons 3.0, accompagnato dall'altrettanto eccellente risultato di Star Wars, e lo spuntare di un nugolo di offerte D20 System, il nuovo regolamento di Dungeons & Dragons e la sua licenza open gaming. In seguito a questo evento si vede un vero e proprio proliferare di case editrici nuove e già note che si mettono a produrre linee editoriali per il d20 System o a convertire le loro serie già note per il d20 System.
- La White Wolf pubblica la nuova edizione di Mage: The Ascension.
- L'associazione Il Pentacolo pubblica Venetia Obscura (distribuzione Nexus e Raven). Gioco di ruolo ambientato in un'oscura Venezia del futuro, teatro di battaglia tra opposte fazioni in lotta. La città i cui tesori sono stati ormai dimenticati, è ancora protetta da due ordini cavallereschi/alchemici che ne custodiscono i tesori contro 2 eserciti che tentano di appropriarsene. Molto curata l'ambientazione, fatta da un archeologo scelto appositamente per sviluppare il gioco. I testi sono curati da un giovane scrittore veneziano. Tutte le illustrazioni sono originali.

## 2001
- La risposta della White Wolf al nuovo successo di Dungeons & Dragons si concretizza con Exalted, il gioco di ruolo chiaramente ispirato ai manga fantasy, che ha immediatamente un notevole successo (anche se non da intaccare la posizione di Dungeons & Dragons).
- Esce Rune, esempio di gioco di ruolo competitivo, ispirato all'omonimo videogioco e pubblicato dalla Atlas Games, scritto da Robin Laws.
- La Dream Pod 9, ormai affermatasi grazie alle licenze importanti ottenute da Heavy Gear e Jovian Chronicles, presenta l'adattamento a gioco di ruolo del suo gioco strategico, Gear Krieg, azione pulp durante la seconda guerra mondiale.
- Dopo un lungo periodo di anonimato in seguito alla perdita dei diritti di Star Wars, la West End Games risorge con il nome di D6 Legends e produce DC Universe (il gioco di ruolo ispirato ai supereroi della DC Comics) e Metabarons (ispirato all'omonima saga a fumetti creata da Moebius in Francia), entrambi facenti uso del D6 System.
- Essendo il cinquantennale dell'entrata in guerra degli Stati Uniti nella seconda guerra mondiale, il tema della guerra si fa molto sentire: tra tutti i prodotti dedicati all'evento, spiccano GURPS World War II (una nuova serie di prodotti di GURPS interamente dedicati alla seconda guerra mondiale, con il regolamento Lite di GURPS incluso nel manuale base, rendendolo un gioco a sé stante), Weird Wars II della Pinnacle (che fa uso del D20 System) e il già citato Gear Krieg.
- La Dork Press pubblica il dissacrante Pokethulhu un piccolo gioco di ruolo che unisce il Richiamo di Cthulhu a Pokémon.
- La Wizards of the Coast pubblica per D20 System il gioco di ruolo Wheel of Time, ispirato all'omonima serie di romanzi di Robert Jordan.
- Molte case editrici si convertono al D20 System: vengono pubblicate le versioni D20 System di Deadlands, Fading Suns, Stormbringer, Sovereign Stone, Legend of the Five Rings e Ravenloft (pubblicato dalla White Wolf). Sempre la White Wolf pubblica materiale D20 System sotto l'etichetta Sword & Sorcery (tra cui la sua ambientazione Scarred Lands e i suoi prodotti generici), la Mongoose Publishing (nota per la serie Slayer's Guide) e altre ancora.
- La DarcSyde Productions in collaborazione con la Chaosium pubblica Corum, supplemento di Stormbringer, di cui proprio nello stesso anno la Chaosium pubblica la quinta edizione, dopo averne pubblicato anche la versione D20 System.
- La Hogshead riprende a pubblicare a ritmo deciso supplementi per Warhammer Fantasy Roleplaying Game. Dopo 16 anni di attesa vede finalmente la luce Realms of Sorcery.
- Dopo il successo dell'edizione originale, la Gold Rush pubblica l'edizione Revised di Sengoku, il gioco di ruolo dell'epoca feudale nipponica.
- La Alderac pubblica la seconda edizione di Legend of the Five Rings.
- La Living Room pubblica la seconda edizione di Earthdawn.
- La Key20 Publishing pubblica Little Fears, curiosa produzione che permette ai giocatori di interpretare bambini piccoli che affrontano i mostri del loro subconscio divenuti reali.
- Nuovo prodotto della linea New Line della Hogshead, De Profundis, un gioco di ruolo sui generis ispirato al ciclo di Cthulhu di Lovecraft. Si affianca agli altri prodotti della linea come Violence, Puppetland/Power Kill, Pantheon & Others, Straordinary Adventures of Baron Munchausen. Tutti piccoli giochi che portano al limite il concetto di gioco di ruolo, scritti da alcuni dei maggiori nomi dell'industria del gdr (Robin Laws, Greg Costykian e John Tynes tra gli altri).
- La Kappa Edizioni pubblica il Gioco di ruolo ufficiale dei manga, prodotto dai Kappa boys. È stato sviluppato affinché fosse possibile giocare in qualsiasi ambientazione classica e meno classica dei manga.
- La Nexus pubblica Ancestry, gioco di ruolo di stampo fantasy medievale, con chiare ispirazioni a Dungeons & Dragons in forma e struttura, con elementi interessanti che traggono spunto da altri giochi famosi. Fondamentalmente un esempio di regolamento composto da house rules sviluppate a partire da D&D.

## 2002
- La Wizards of the Coast pubblica la versione D20 System di Call of Cthulhu (di Monte Cook e John Tynes, l'autore di Delta Green) come gioco a sé stante. Pochi mesi dopo, in contemporanea con l'uscita di Episodio II - L'attacco dei cloni, pubblica la versione revised di Star Wars D20, con notevoli ampliamenti e cambiamenti rispetto alla versione uscita nel 2000. Infine arriva anche D20 Modern, il regolamento per giocare con il d20 System nell'era contemporanea, e viene annunciato per il 2004, D20 Future.
- La Gold Rush Games produce l'Action! System, una variante di Fuzion, che viene però supportata da una nuova licenza aperta, che permette ai vari sviluppatori di usare il sistema nella sua integrità (compresa quindi creazione del personaggio e guadagno di esperienza) per creare il proprio gioco di ruolo. Un ulteriore passo avanti nell'Open Gaming, dopo la Open Gaming License e la D20 System License della Wizards of the Coast.
- La Hobgoblynn Press pubblica Godlike di Greg Stolze, altro gioco ambientato durante la seconda guerra mondiale, in cui i personaggi sono supereroi, ma dai poteri molto limitati, e che usa un innovativo sistema a Dice Pool.
- Finalmente, dopo mille rimandi, la Hero Games e Steve Long pubblicano, dopo 13 anni di attesa, la quinta edizione di Hero System, ottenendo un grande successo di pubblico.
- La Decipher (casa editrice dei giochi di carte collezionabili di Star Trek, Star Wars e Lord of the Rings) entra nel mondo dei giochi di ruolo, rilevando la licenza di Star Trek e quella de Il Signore degli Anelli) basata sul film uscito nelle sale e diretto da Peter Jackson. I giochi fanno entrambi uso del nuovo regolamento CODA System, sviluppato da Steve Long (l'autore della nuova edizione di Hero System).
- Vede la luce la seconda edizione di Unknown Armies ad opera della Atlas Games. Il gioco è stato di molto ampliato e riveduto rispetto all'originale.
- La Guardians of Orders pubblica in contemporanea sia per D20 System che Tri-Stat System, il suo nuovo gioco di ruolo di supereroi, Silver Age Sentinels.
- La White Wolf lancia Dark Ages: Vampire (la nuova versione di Vampire: The Dark Ages), seguito da Dark Ages: Mage, Dark Ages: Inquisitor e altri prodotti della stessa linea. A fine anno fa uscire Demon: The Fallen, nuovo prodotto dedicato al World of Darkness contemporaneo.
- Continua la produzione per Exalted, unico valido concorrente di Dungeons & Dragons. Escono i corposi volumi Exalted: The Dragon-Blooded (dedicato agli Eccelsi del Sangue di Drago), Game of Divinity (dedicato agli spiriti) e Exalted: The Lunars (dedicato agli Eccelsi Lunari).
- La White Wolf stringe un accordo con la Sony e produce la versione cartacea di Everquest, il gioco di ruolo online ben noto in America, e che fa uso del D20 System, ma senza usare il marchio D20, è il primo esempio di prodotto che fa uso solo della Licenza OGL e non della Licenza D20.
- La Green Ronin è la prima a seguire l'esempio della White Wolf, e produce Mutants & Mastermind. Gioco di ruolo di supereroi che fa uso del d20 System presentando un regolamento completo di creazione del personaggio.
- Tra le conversioni eccellenti al D20 System, arrivano l'ambientazione di Traveller (che in questo momento viene pubblicata sia per GURPS, che per D20 System, che per il suo regolamento originale, quello di Marc Miller) e 7th Sea. Vengono lanciate nuove linee D20 System, tra cui spicca la Real Life RPG della Holistic (con il discusso Afghanistan: D20), gli Iron Kingdoms della Privateer Press (D&D e steampunk), Dragonstar della Fantasy Flight (D&D nello spazio), Spycraft della Alderac (il gioco di ruolo delle spie, da James Bond a Metal Gear Solid).
- Si affermano le linee D20 System di Alderac (Adventure Keep) e Fantasy Flight (Legends & Lairs) che fanno seria concorrenza per qualità ai prodotti Wizards of the Coast.
- Steve Jackson lancia una nuova collana di prodotti legata al marchio GURPS, Transhuman Space, e poi produce il gioco di ruolo di Hellboy.
- La Amarillo Bureau, dietro licenza con Steve Jackson, produce una collana di prodotti dedicati a Star Trek, con GURPS Prime Directive (così sono due le serie di GdR dedicate a Star Trek, il gioco della Decipher e questo con regolamento GURPS).
- La Hogshead pubblica la seconda edizione di Nobilis, il gioco di ruolo ispirato al fumetto Sandman. Il libro si impone subito per la sua spettacolarità nel formato e le illustrazioni, che lo rendono molto simile ad un incrocio tra un gioco di ruolo e un libro d'illustrazioni (formato quadrato!).
- La Eden Studios, acquisisce i diritti di Buffy l'ammazzavampiri e pubblica il Buffy the Vampire Slayer Roleplaying Game, ottenendo grande successo alla GEN CON.
- La Rose & Poison pubblica Orlando furioso (Andrea Angiolino e G. Meluzzi). Versione rinnovata ed espansa del gioco di ruolo già pubblicato dal Comune di Roma. Le aggiunte riguardano soprattutto la magia, gli oggetti fatati e il background fantastico-letterario.

## 2003
- Monte Cook annuncia Arcana Unerthed, un nuovo gioco d20 System completo, che non farà uso del marchio d20 System.
- La Wizards of the Coast annuncia la pubblicazione in estate delle versioni Revised dei tre manuali base di Dungeons & Dragons, dove verranno apportate numerose correzioni ai manuali usciti nel 2000.
- La Sovereign Press in accordo con la Wizards of the Coast, comincia a pubblicare la versione d20 System della classica ambientazione Dragonlance.
- Continuano le licenze famose per il d20 System. Questa volta è il momento di Warcraft, il popolare videogioco della Blizzard, che come Diablo diventa un'ambientazione ufficiale di D&D. Il prodotto verrà realizzato in collaborazione tra Wizards of the Coast, White Wolf e Blizzard.
- La Hogshead termina le pubblicazioni vendendo il suo intero parco testate. Dopo poche settimane l'etichetta viene rilevata da nuovi proprietari che iniziano a produrre supplementi per il d20 System. I diritti di Nobilis vengono venduti alla Guardians of Order.
- Dopo il successo del GdR dedicato a Buffy, la Eden Studios si appresta a lanciare il GdR dedicato ad Angel, lo spin-off della popolare serie televisiva.
- Escono due nuovi volumi hardcover di Exalted, Exalted: Abyssals e Exalted: Sidereal, che completano le descrizioni dei principali tipi di Eccelsi, ma viene annunciata la pubblicazione di un manuale dedicato interamente agli Alchemical, introdotti nel supplemento Time of Trouble.
- La Mongoose Publishing produce il GdR dedicato a Babylon 5 e annuncia di aver acquisito le licenze per produrre i giochi di ruolo di Conan il barbaro e di Lupo Solitario (il protagonista della più famosa serie di librogame pubblicata dalla Edizioni EL).
- La White Wolf sconvolge il mondo dei giochi di ruolo annunciando la chiusura del Mondo di Tenebra e l'inizio del Time of Judgement. La Gehenna, l'Apocalisse, l'Ascensione: tutto è finalmente arrivato e il Mondo di Tenebra non sarà più lo stesso.
- La Chaosium pubblica l'edizione Secoli Bui di Call of Cthulhu.
- Dopo Angel e Buffy, la Eden Studios pubblica Army of Darkness, il gioco di ruolo dedicato all'omonimo film di Sam Raimi.
- È anche l'anno della comparsa delle ambientazioni del concorso della Wizards of the Coast, la Fantasy Flight dà alla luce Midnight e Dawnforge, tra le ambientazioni finaliste, mentre la Wizards of the Coast annuncia che Eberron sarà la sua nuova ambientazione ufficiale per Dungeons & Dragons.
- La Rose & Poison pubblica Sine Requie. Ambientato nel nostro mondo durante la seconda guerra mondiale, dove i morti ritornano dalla tomba per tormentare i vivi proprio il 6 giugno 1944, cioè il giorno del D-Day, lo sbarco degli Alleati in Normandia; usa i Tarocchi al posto dei dadi.

## 2004
- La Mongoose Publishing inizia l'anno con due licenze per d20 System che vengono pubblicate come interamente OGL, ovvero senza più richiedere il Manuale del Giocatore di D&D per essere utilizzate: è la volta di Conan il gioco di ruolo e Lupo Solitario (Lone Wolf).
- La White Wolf chiude tutte le sue linee del World of Darkness e lancia il World of Darkness 1.0, che ad agosto farà la sua comparsa con due manuali, un World of Darkness Rulebook, contenente il regolamento generico, e un'ambientazione specifica Vampire: The Requiem.
- La Green Ronin annuncia di aver rilevato i diritti e di prepararsi alla pubblicazione dell'edizione riveduta e corretta del gioco di ruolo di Warhammer e Warhammer 40,000k.
- Arriva Eberron, la nuova ambientazione ufficiale della Wizards of the Coast per Dungeons & Dragons.
- Arriva in stampa Cthulhu: Dark Ages, un gdr completo della Chaosium che porta i miti di Cthulhu nel Medioevo.
- Sempre sul piano delle grandi licenze d20 System, la Guardians of Order annuncia la futura pubblicazione di A Game of Throne, basato sui romanzi di George R. R. Martin, mentre la Fast Forward Entertainment pubblica Demon World, dall'ultima fatica di R.A. Salvatore.
- La Steve Jackson Games pubblica la quarta edizione di GURPS. Il regolamento è stato completamente revisionato e pubblicato a colori e con una presentazione grafica all'altezza degli standard moderni.
- La Fantasy Flight Games pubblica Fireborn gioco di ruolo di fantasy moderno in cui i giocatori sono dragoni reincarnati in forma umana.
- L'associazione Il Pentacolo pubblica Venetia Obscura Espansione Laguna (distribuzione Raven), secondo volume del GdR ambientato in un'oscura Venezia del futuro. Le trame si arricchiscono di nuovi elementi e si estendono anche alle isole limitrofe della storica città. Tutti i testi sono curati da uno scrittore veneziano. Tutte le illustrazioni sono originali. Il libro è uscito con uno speciale cd audio, creato da un musicista veneziano con ambientazioni sonore originali che richiamano le atmosfere del gioco.

## 2005
- White Wolf:
  - 14 marzo pubblica Werewolf: The Forsaken, tradotto in Italia dalla 25 Edition come Lupi mannari: i rinnegati.
  - 29 agosto pubblica Mage: The Awakening, tradotto in Italia dalla 25 Edition come Maghi: il risveglio.
- La Eos Press pubblica a dicembre Weapons of the gods (Rebecca Borgstrom), basato sul fumetto Magic Blade di ambientazione wuxia.
- La Fantasy Productions pubblica la quarta edizione di Shadowrun.
- La Raven Distribution pubblica John Doe basato sull'omonimo fumetto, una nuova edizione di Kult in italiano e MethyrFall di ambientazione fantasy/d20.
- La Rose & Poison pubblica One shot one kill di ambientazione pulp ed una nuova edizione di I Cavalieri del Tempio.
- La 25 Edition pubblica Nephandum un'ambientazione horror/d20 interamente italiana.
- M40italia pubblica Ancestry mille e non più mille, seconda edizione del gioco completamente rivisitata con un'ambientazione dark fantasy storica medioevale.

## 2006
- Prima edizione del GdrItalia contest, concorso per giochi di ruolo proposto dal sito gdritalia.it, che vede la vittoria di Uomini e Vermi di Ernesto Troncellito, pubblicato poi dalla Rose and Poison. Nello stesso concorso, Mythos il gioco di ruolo epico, riceve il premio per il "Miglior Regolamento".
- Wild Boar Edizioni pubblica in italiano la seconda edizione di Exalted, con cui vince il Best of Show a Lucca Comics and Games, e WitchCraft di C.J.Carella.

## 2007
- Narrattiva inizia la pubblicazione dell'edizione italiana di indie, quali Avventure in prima serata e Cani nella vigna.
- Viene pubblicato dalla Asterion Press Sine Requie anno XIII, seconda edizione del gioco, rivincendo il Best of Show a Lucca.
- Wild Boar Edizioni inizia le produzioni interne: pubblica Il mondo di Eymerich, il primo gioco di ruolo interamente tratto da una collana di romanzi di un autore italiano (Valerio Evangelisti) e Vento dell'Est - Manga Fantasy, gioco d'ispirazione manga erede del precedente GRUM.
- Stratelibri e Wyrd Edizioni propongono Conan il gioco di ruolo in italiano.
- Wyrd Edizioni traduce il sistema generic True 20.

## 2008
- La Wizards of the Coast pubblica la quarta edizione di Dungeons and Dragons (Rob Heinsoo, And Collins e James Wyatt), la 25 Edition cura la traduzione e distribuzione in Italia. Nonostante il picco di vendite iniziale, si è poi assestata sullo stesso livello di vendite dell'edizione precedente, a fronte di numerosi giocatori che continuano a giocare con l'edizione 3.5 e dell'agguerrita concorrenza di Pathfinder.[47] La Wizards of the Coast richiama tutte le licenze esterne (per esempio Dragon e  Dragonlance e la nuova edizione della open gaming license viene pubblicata con molto ritardo, forzando molti editori fuori dal supporto di Dungeons & Dragons.[48]
- Muoiono Gary Gygax e Erick Wujcik.
- L'editore di videogiochi Cryptic Studios acquista i diritti su Champions, mentre la Rebellion Developments acquista la Mongoose Publishing.[48]
- La Rose and Poison pubblica Mythos, gioco di ruolo epico.
- Narrattiva pubblica la traduzione italiana del primo gioco senza master, Spione (Spione: Story Now in Cold War Berlin di Ron Edwards)[49] e il primo jeepform, Dubbio.
- Janus Design pubblica la traduzione italiana di Non cedere al sonno (Don't Rest Your Head di Ken Hite)[50]  e Esoterroristi (The Esoterrorists di Robin D. Laws).[49]
- Stratelibri pubblica  Cyberpunk V3, traduzione della terza edizione di Cyberpunk 2020.[51]
- La Coyote Press pubblica in italiano il gioco narrativo inglese Covenant.[52]
- Boom di giochi di ruolo indie a Lucca Comics and Games 2008 vengono presentati Gesta Dannatamente Rozze, Project H.O.P.E., SUPER! che si aggiungono ai precedenti Metropolis e Faith Empire - Impero della Fede.

## 2009
- Muore Dave Arneson.
- Wild Boar Edizioni pubblica l'edizione italiana di Traveller (traduzione della versione della Mongoose Publishing),[53] successivamente pubblica Hellywood, gioco horror francese della Editions John Doe,[54] e Meca War (Robert Giuffrida),[55] primo di una serie di giochi di ruolo che si sviluppano tramite l'interazione di pubblicazioni cartacee e pubblicazioni elettroniche.
- Coyote Press presenta Elar (Davide Losito), primo gioco indie di produzione interamente italiana.
- Janus Design vince il Best of Show a Lucca Comics and Games con Non Perdere il Senno, supplemento di Non Cedere al Sonno.

## 2010
- Per la prima volta dopo diversi anni un premio del Best of Show è assegnato ad un'autoproduzione: Eden: l'Inganno della 9th Circle Games si aggiudica il Side Award per la Miglior Meccanica di Gioco a Lucca Comics and Games.